# Atrina fragilis
Atrina fragilis is een tweekleppigensoort uit de familie van de Pinnidae. De wetenschappelijke naam van de soort werd in 1777 voor het eerst geldig gepubliceerd door Pennant.

## Beschrijving
Atrina fragilis wordt beschouwd als een van de meest bedreigde weekdieren in de Britse wateren. Het heeft een driehoekige schaal die dun is en gemakkelijk breekt. Het leeft met het puntige uiteinde ingebed in de zeebodem, bevestigd door uitgebreide byssusdraden. Grootte, tot 20 cm hoog.